# Thuidium campbellianum
Thuidium campbellianum là một loài rêu trong họ Thuidiaceae. Loài này được (Hampe) A. Jaeger mô tả khoa học đầu tiên năm 1878.